# Tomasz Narkun
Tomasz Narkun (ur. 3 grudnia 1989 w Stargardzie) – polski zawodnik MMA wagi półciężkiej (do 93 kg) oraz grappler. Zwycięzca eliminacji M-1 Selection z 2010, Mistrz Europy MMA- Holandia 2009 r. Multimedalista mistrzostw Polski i Europy ADCC w submission fightingu z 2012 i 2014 oraz posiadacz czarnego pasa w brazylijskim jiu-jitsu. Od 2015 do 2022 międzynarodowy mistrz KSW w wadze półciężkiej. Aktualnie związany z federacją Seaside BattleS MMA.

## Kariera MMA

### M-1 Global i zdobycie mistrzostwa w Danii
Zadebiutował w MMA 15 listopada 2009 na niemieckiej gali Fight Club Berlin 14 pokonując Słowaka Daniela Biskupica. W marcu 2010 wziął udział w zachodnioeuropejskich eliminacjach M-1 Selection, które ostatecznie wygrał pokonując w ciągu roku trzech rywali.
10 grudnia 2010 na finałowej gali M-1 Challenge 22 przegrał z Wiaczesławem Wasilewskim przez TKO w drugiej rundzie o tytuł mistrzowski wagi półciężkiej.
Ostatnią walkę w M-1 stoczył 5 marca 2011 po czym wycofał się ze startów w MMA na blisko dwa lata.
18 kwietnia 2013 ponownie stanął w klatce na lokalnej gali w Polsce pokonując Rafała Zawidzkiego przed czasem.
7 listopada 2013 zdobył pas mistrza duńskiej organizacji European MMA w wadze półciężkiej poddając zawodnika gospodarzy Simona Carlsena.

### KSW

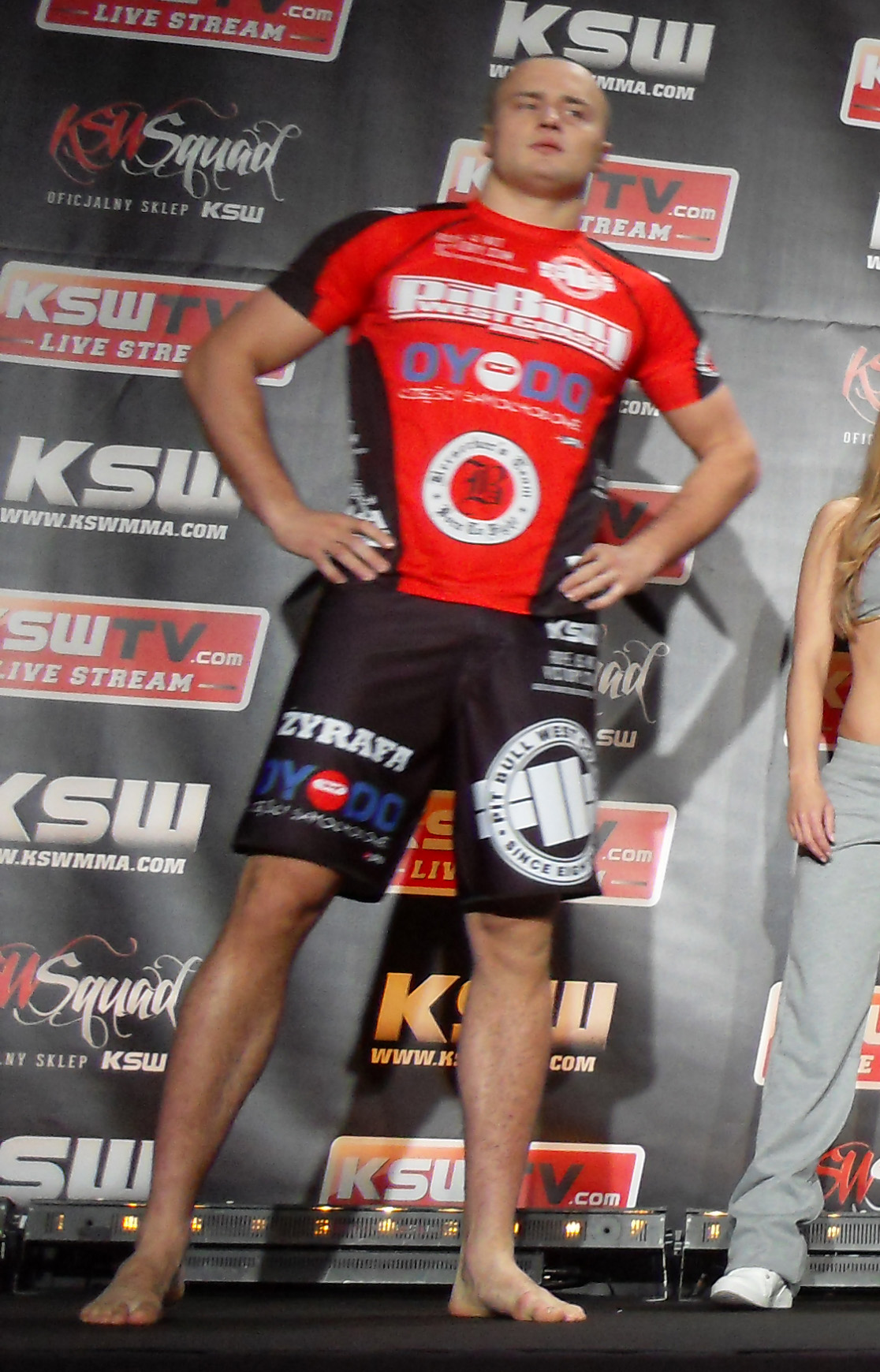
Tomasz Narkun w czasie oficjalnego ważenia przed KSW 27 (16 maja 2014)

W 2014 podpisał kontrakt z Konfrontacją Sztuk Walki, gdzie w debiucie poddał doświadczonego Brazylijczyka, Charlesa Andrade.
Podczas KSW 32 Road to Wembley pokonał przez ciosy pięściami Gorana Reljicia i został nowym mistrzem międzynarodowym KSW w wadze półciężkiej.
Do pierwszej obrony pasa przystąpił 5 marca 2016 podczas KSW 34 w walce przeciwko Cassio Barbosa de Oliveira. Polak znokautował Brazylijczyka w pierwszej rundzie.
1 października 2016 (KSW 36) po raz kolejny obronił pas, pokonując w pierwszej rundzie Kameruńczyka, Rameau Thierry Sokoudjou.
27 maja 2017 podczas 39-ej edycji KSW na Stadionie Narodowym w Warszawie poddał Marcina Wójcika na sekundę przed końcem pierwszej rundy.
3 marca 2018 stoczył tzw. superfight z mistrzem KSW wagi średniej Mamedem Chalidowem na KSW 42. „Żyrafa” poddał rywala w 3. rundzie duszeniem trójkątnym nogami. Po walce otrzymał bonus za walkę wieczoru, ale został też nagrodzony bonusem za poddanie wieczoru.
Do rewanżowego starcia między mistrzami doszło 1 grudnia 2018 podczas KSW 46. Po trzech rundach sędziowie orzekli zwycięstwo Narkuna. Pojedynek obu zawodników nagrodzono bonusem za najlepszą walkę wieczoru.
23 marca 2019 na KSW 47 w walce wieczoru stoczył pojedynek z mistrzem KSW wagi ciężkiej Philem De Friesem. Stawką pojedynku był pas królewskiej dywizji. Po pięciu rundach sędziowie orzekli zwycięstwo Anglika.
14 września 2019 podczas jubileuszowej gali KSW 50, przystąpił do czwartej obrony pasa w walce z Przemysławem Mysialą. Narkun poddał rywala w pierwszej rundzie duszeniem gilotynowym. Po walce został nagrodzony bonusem w kategorii poddanie wieczoru.
14 listopada 2020 przystąpił do piątej obrony pasa podczas KSW 56. Jego rywalem był niepokonany Chorwat Ivan Erslan. Popularny „Żyrafa” poddał Chorwata w drugiej rundzie duszeniem zza pleców, broniąc tym samym tytuł.
Po dwóch wygranych pojedynkach Narkun spotkał się ponownie z Philem De Friesem. Mistrzowski pojedynek po raz kolejny zwyciężył panujący mistrz wagi ciężkiej, który skończył Polaka przed czasem w drugiej rundzie.
Na gali KSW 66 15 stycznia 2022 roku po ponad 6 latach stracił pas mistrzowski, przegrywając po jednogłośnej decyzji sędziowskiej z Rosjaninem, Ibragimem Czużygajewem.
14 października 2022 na odbywającej się w Nowym Sączu gali KSW 75 zmierzył się z debiutującym w organizacji Brazylijczykiem, Henrique da Silvą. Po dominacji w parterze w pierwszej rundzie, niespodziewanie na początku drugiej odsłony został znokautowany frontalnym kopnięciem na szczękę.
W marcu 2023 w mediach społecznościowych potwierdził zakończenie kontraktu z KSW.

### Seaside BattleS MMA i niedoszły debiut w Cave MMA
Kolejny swój pojedynek stoczył 7 czerwca 2023 podczas gali Seaside BattleS MMA 3, która miała miejsce w Teatrze Letnim w Szczecinie. Jego rywalem był Serb, Antonio Zovak. Zwyciężył przez techniczny nokaut już po 16 sekundach pierwszej rundy.
Następnie oczekiwano, że 22 września 2023 w głównej walce wieczoru gali Cave MMA 3: Rave in the Cave w Grodzisku Mazowieckim zmierzy się z Adamem Kowalskim. Niecały tydzień przed tym wydarzeniem ogłoszono, że Kowalski wypadł z tego pojedynku z powodu kontuzji. W związku z wypadnięciem pierwotnego rywala organizacja Cave MMA zaproponowała Narkunowi aż trzech potencjalnych przeciwników, jednak popularny „Żyrafa” odrzucił ofertę walki z każdym z nich, przez co nie zawalczył w tym terminie.
W grudniu 2023 roku podczas drugiego występu dla federacji Seaside BattleS MMA zawalczył na czwartej numerowanej gali, która miała miejsce w Płotach. Jego rywalem został reprezentant Finlandii, Jussi Halonen. Już w 30 sekund poddał Fina duszeniem trójkątnym nogami.  
11 maja 2024 na gali Seaside BattleS MMA 5, która miała miejsce w szczecińskim Teatrze Letnim, stoczył ponownie walkę wieczoru. Jego przeciwnikiem był Arkadiusz Jędraczka, który został ogłoszony na dzień przed wydarzeniem. Ponownie odniósł triumf w pierwszej odsłonie rundowej, pokonując rywala przez techniczny nokaut.  

## Osiągnięcia

### Mieszane sztuki walki
- 2008: IV edycja Ligi Shooto – 1. miejsce w kat. 83 kg[48]
- 2009: Mistrzostwa Europy Shooto – 1. miejsce w kat. 91 kg (Deventer)[49]
- 2010: M-1 Selection Western Europe – 1. miejsce w wadze półciężkiej (93 kg)
- 2013: mistrz European MMA w wadze półciężkiej (93 kg)
- 2015–2022: międzynarodowy mistrz KSW w wadze półciężkiej (93 kg)[11][31]

### Grappling
- 2009: Grappling Arena – 2. miejsce w kat. 88 kg (Gdynia)[50]
- 2009: Mistrzostwa Polski ADCC w submission fightingu – 1. miejsce w kat. 88 kg (Szczecin)
- 2011: Mistrzostwa Polski ADCC w submission fightingu – 1. miejsce w kat. 98,9 kg (Szczecin)[51]
- 2012: X Puchar Polski w bjj – 1. miejsce w kat. 100 kg (Konin)[52]
- 2012: Mistrzostwa Europy ADCC – 1. miejsce w kat. –99 kg (Lublana)[53]
- 2012: ADCC World Pro – 2. miejsce w kat. 92 kg oraz 1. miejsce w kat. open (Warszawa)[54]
- 2013: Mistrzostwa Świata ADCC – ćwierćfinalista w kat. –99 kg (Pekin)[55]
- 2014: Mistrzostwa Europy ADCC – 1. miejsce w kat. –99 kg (Sofia)[56]
- 2021: XVII Mistrzostwa Polski BJJ – 1. miejsce (Warszawa)[57]

## Lista zawodowych walk MMA
| Wynik     | Bilans | Przeciwnik (bilans przed walką)     | Rozstrzygnięcie                                                | Runda | Czas | Rozgrywki                                   | Data       | Miejsce      | Uwagi                                                                                                   |
| --------- | ------ | ----------------------------------- | -------------------------------------------------------------- | ----- | ---- | ------------------------------------------- | ---------- | ------------ | --- |
| Wygrana   | 21-6   | Arkadiusz Jędraczka (9-19)          | TKO (łokcie)                                                   | 1     | 1:26 | Seaside BattleS MMA 5                       | 11.05.2024 | Szczecin     | Main Event                                                                                              |
| Wygrana   | 20-6   | Jussi Halonen (9-12)                | Poddanie (duszenie trójkątne nogami)                           | 1     | 0:30 | Seaside BattleS MMA 4                       | 01.12.2023 | Płoty        | Main Event                                                                                              |
| Wygrana   | 19-6   | Antonio Zovak (7-4)                 | TKO (ciosy pięściami w parterze)                               | 1     | 0:16 | Seaside BattleS MMA 3                       | 07.06.2023 | Szczecin     | Co-Main Event                                                                                           |
| Przegrana | 18-6   | Henrique da Silva (18-8)            | KO (kopnięcie frontalne na szczękę)                            | 2     | 0:28 | KSW 75: Stasiak vs Ruchała                  | 14.10.2022 | Nowy Sącz    | |
| Przegrana | 18-5   | Ibragim Czużygajew (15-5)           | Decyzja (jednogłośna)                                          | 5     | 5:00 | KSW 66: Ziółkowski vs. Mańkowski            | 15.01.2022 | Szczecin     | Stracił pas mistrzowski KSW w wadze półciężkiej. Bonus za walkę wieczoru. Co-Main Event                 |
| Przegrana | 18-4   | Phil De Fries (19-6)                | TKO (ciosy pięściami w parterze)                               | 2     | 3:37 | KSW 60: De Fries vs. Narkun 2               | 24.04.2021 | Łódź         | Pojedynek o pas międzynarodowego mistrza KSW w wadze ciężkiej. Main Event                               |
| Wygrana   | 18-3   | Ivan Erslan (9-0. 1 NC)             | Poddanie (duszenie zza pleców)                                 | 2     | 0:51 | KSW 56: Polska vs. Chorwacja                | 14.11.2020 | Łódź         | Obronił pas międzynarodowego mistrza KSW w wadze półciężkiej. Co-Main Event                             |
| Wygrana   | 17-3   | Przemysław Mysiala (23-9-1)         | Poddanie (duszenie gilotynowe)                                 | 1     | 4:03 | KSW 50: London                              | 14.09.2019 | Londyn       | Obronił pas międzynarodowego mistrza KSW w wadze półciężkiej. Bonus za poddanie wieczoru. Co-Main Event |
| Przegrana | 16-3   | Phil De Fries (16-6)                | Decyzja (jednogłośna)                                          | 5     | 5:00 | KSW 47: The X-Warriors                      | 23.03.2019 | Łódź         | Pojedynek o pas międzynarodowego mistrza KSW w wadze ciężkiej. Main Event                               |
| Wygrana   | 16-2   | Mamed Chalidow (34-5-2)             | Decyzja (jednogłośna)                                          | 3     | 5:00 | KSW 46: Narkun vs. Khalidov 2               | 01.12.2018 | Gliwice      | Superfight (92 kg). Bonus za walkę wieczoru. Main Event                                                 |
| Wygrana   | 15-2   | Mamed Chalidow (34-4-2)             | Poddanie (duszenie trójkątne nogami)                           | 3     | 1:18 | KSW 42: Khalidov vs. Narkun                 | 03.03.2018 | Łódź         | Superfight (92 kg). Bonus za poddanie i walkę wieczoru. Main Event                                      |
| Wygrana   | 14-2   | Marcin Wójcik (10-4)                | Poddanie (duszenie trójkątne nogami)                           | 1     | 4:59 | KSW 39: Colosseum                           | 27.05.2017 | Warszawa     | Obronił pas międzynarodowego mistrza KSW w wadze półciężkiej                                            |
| Wygrana   | 13-2   | Rameau Thierry Sokoudjou (17-14)    | TKO (ciosy pięściami pod siatką)                               | 1     | 4:38 | KSW 36: Trzy Korony                         | 01.10.2016 | Zielona Góra | Obronił pas międzynarodowego mistrza KSW w wadze półciężkiej. Co-Main Event                             |
| Wygrana   | 12-2   | Cassio Barbosa de Oliveira (17-6-1) | TKO (uderzenie kolanem i ciosy pięściami)                      | 1     | 1:46 | KSW 34: New Order                           | 05.03.2016 | Warszawa     | Obronił pas międzynarodowego mistrza KSW w wadze półciężkiej. Bonus za nokaut wieczoru. Co-Main Event   |
| Wygrana   | 11-2   | Goran Reljić (15-4)                 | KO (ciosy pięściami)                                           | 1     | 1:55 | KSW 32: Road to Wembley                     | 31.10.2015 | Londyn       | Zdobył pas międzynarodowego mistrza KSW w wadze półciężkiej                                             |
| Wygrana   | 10-2   | Karol Celiński (12-5-1)             | Poddanie (duszenie zza pleców)                                 | 1     | 2:17 | KSW 31: Materla vs. Drwal                   | 23.05.2015 | Gdańsk       | Bonus za poddanie wieczoru                                                                              |
| Przegrana | 9-2    | Goran Reljić (13-4)                 | Decyzja (większościowa)                                        | 3     | 5:00 | KSW 29: Reload                              | 06.12.2014 | Kraków       | |
| Wygrana   | 9-1    | Charles Andrade (27-19)             | Poddanie (dźwignia na kolano)                                  | 1     | 1:02 | KSW 27: Cage Time                           | 17.05.2014 | Gdańsk       | Debiut w KSW                                                                                            |
| Wygrana   | 8-1    | Simon Carlsen (8-4)                 | Poddanie (dźwignia na staw łokciowy)                           | 2     | 3:07 | European MMA 7                              | 07.11.2013 | Aarhus       | Zdobył pas mistrzowski European MMA w wadze półciężkiej                                                 |
| Wygrana   | 7-1    | Michał Gutowski (6-2)               | Poddanie (duszenie zza pleców)                                 | 2     | 3:30 | XCage 5                                     | 17.05.2013 | Toruń        | |
| Wygrana   | 6-1    | Rafał Zawidzki (5-1)                | Poddanie (duszenie gilotynowe)                                 | 1     | 3:45 | Superleague of MMA 2                        | 18.04.2013 | Warszawa     | Bonus za walkę i poddanie wieczoru                                                                      |
| Wygrana   | 5-1    | Szamil Tinagadżijew (7-3)           | Poddanie (duszenie trójkątne)                                  | 1     | 3:32 | M-1 Challenge 23 – Guram vs. Grishin        | 05.03.2011 | Moskwa       | |
| Przegrana | 4-1    | Wiaczesław Wasilewski (10-1)        | TKO (rezygnacja)                                               | 2     | 2:20 | M-1 Challenge 22 – Narkun vs. Vasilevsky    | 10.12.2010 | Moskwa       | Pojedynek o pas mistrzowski M-1 w wadze półciężkiej                                                     |
| Wygrana   | 4-0    | David Tkeshelashvili (7-1)          | Poddanie (duszenie zza pleców)                                 | 1     | 1:50 | M-1 Selection 2010 – Eastern Europe Finals  | 22.07.2010 | Moskwa       | Finał turnieju M-1 Selection wagi półciężkiej                                                           |
| Wygrana   | 3-0    | Timo Karttunen (1-0)                | Poddanie (duszenie trójkątne wraz z dźwignią na staw łokciowy) | 1     | 0:49 | M-1 Selection 2010 – Western Europe Round 3 | 29.05.2010 | Helsinki     | Półfinał turnieju M-1 Selection wagi półciężkiej                                                        |
| Wygrana   | 2-0    | Olutobi Ayodeji Kalejaiye (1-1)     | Poddanie (duszenie zza pleców)                                 | 1     | 0:52 | M-1 Selection 2010 – Western Europe Round 2 | 27.03.2010 | Weesp        | Ćwierćfinał turnieju M-1 Selection wagi półciężkiej                                                     |
| Wygrana   | 1-0    | Daniel Biskupic (0-0)               | Poddanie (dźwignia na staw łokciowy)                           | 1     | B/D  | FCB 14 – Fight Club Berlin 14               | 15.11.2009 | Berlin       | Debiut w zawodowym MMA                                                                                  |